# 夫概
夫概（夫槩、ふがい、生没年不詳）は、呉王余昧の子。闔閭の弟。

## 概要
紀元前506年、柏挙の戦いで孫武・伍子胥とともに楚の公族である嚢瓦の軍勢を蹴散らして、楚の都の郢を占領した。そのとき、闔閭は王宮のうち旧令尹邸を末子の公子子山に与えた。しかし、夫概は甥の子山を攻撃したので、叔父を恐れた子山は立ち退いて、父の陣営に向かった。代わって夫概がここを本営とした（『春秋左氏伝』）。
紀元前505年、兄が呉越の戦いの最中に、こっそりと陣払いをし、自立して呉王を名乗ったが、戻ってきた闔閭の兵に敗れて、楚に亡命した。その後、楚から領土の堂谿を与えられて、その子孫は堂谿氏と称した。
『広韻』には、百済王の扶余氏は「中国呉の夫概から出た扶余氏」と記録されている。